# Cava Gran
La Cava Gran, sovint anomenada erròniament Cava Arquejada, és un pou de neu o gelera situada a la serra Mariola, dins del terme municipal d'Agres (Comtat), data del segle xv i és un dels més grans i en millor estat de conservació dels situats en els vessants al nord de les serres d'Aitana, la Carrasqueta i Mariola.
Amb unes dimensions de 14,90 m de diàmetre, 12 m de profunditat, 1.960 m³ de capacitat, es va mantenir en ús fins a 1906.
El perímetre exterior d'aquesta gelera és hexagonal, amb sis arcs de pedra apuntats que arrenquen de l'interior de la paret cilíndrica del pou i que servien per a sustentar la cobertura de la cúpula, avui desapareguda, que rematava en una clau en forma de pinya.
Disposa d'una boca lateral per a extreure el gel i en cada costat de l'hexàgon comptava amb un buit per on es realitzava l'apilament de neu. En un lateral de la gelera hi ha un mur poligonal construït per a reforçar el gran buit interior i formar una plataforma on s'alça la peça arquitectònica que està realitzada en maçoneria, amb reforços de carreus en els cantons, arcs i llindes.
Recentment, a principis de l'any 2016, es va finalitzar la rehabilitació que ha fet una feina de consolidació de l'estructura i ha permès incloure-hi una escala per baixar al fons del got del Pou a qualsevol visitant que s'hi aprope. Al fons de la Cava es pot trobar un Teix que ha nascut i crescut espontàniament i que s'ha conservat com a element singular de l'indret.